# Бардијес (Белуно)
Бардијес (итал. Bardies) је насеље у Италији у округу Белуно, региону Венето.
Према процени из 2011. у насељу је живело 191 становника. Насеље се налази на надморској висини од 271 м.